# Lesencefalu
Lesencefalu [lešencefalu] je obec v Maďarsku v župě Veszprém, spadající pod okres Tapolca. Nachází se asi 7 km jihozápadně od Tapolcy a asi 55 km jihozápadně od Veszprému. V roce 2015 zde žilo 302 obyvatel. Dle údajů z roku 2011 tvoří 89,1 % obyvatelstva Maďaři, 2,3 % Němci a 0,7 % Romové, přičemž 10,5 % obyvatel se ke své národnosti nevyjádřilo.

## Sousední obce
| Růžice kompasu | Várvölgy | Lesenceistvánd |              | Růžice kompasu |
| Růžice kompasu | Vállus   | Sever          | Lesencetomaj | Růžice kompasu |
| Růžice kompasu | Vállus   | Lesencefalu    | Lesencetomaj | Růžice kompasu |
| Růžice kompasu | Vállus   | Jih            | Lesencetomaj | Růžice kompasu |
| Růžice kompasu |          | Nemesvita      |              | Růžice kompasu |